# Steven Ogg
Steven Ogg (født 4. november 1973 i Calgary, Alberta, Canada) er en canadisk skuespiller. Han er bedst kendt for sine roller som Trevor Philips i computerspillet Grand Theft Auto V og Simon i The Walking Dead. Han har også optrådt i tv-serier som Better Call Saul, Law & Order, Person of Interest, Broad City og Westworld.
Steven Ogg begyndte sin skuespillerkarriere i en film til Canadas National Film Board, inden han arbejdede i forskellige teaterproduktioner. Han var fokuseret på at forfølge en karriere inden for sport, men en skade forhindrede ham i at gøre det. Efter at være flyttet til New York City begyndte han at optræde i tv-shows som Law & Order og Third Watch, udover noget teaterarbejde og stemmeskuespil. Efter at have taget en pause fra skuespillet for at bygge et hus blev han ansat af Rockstar Games som stemme- og motion capture-kunstner for Trevor Philips i deres videospil Grand Theft Auto V.